# Napoleonsbuche (Lünen-Gahmen)

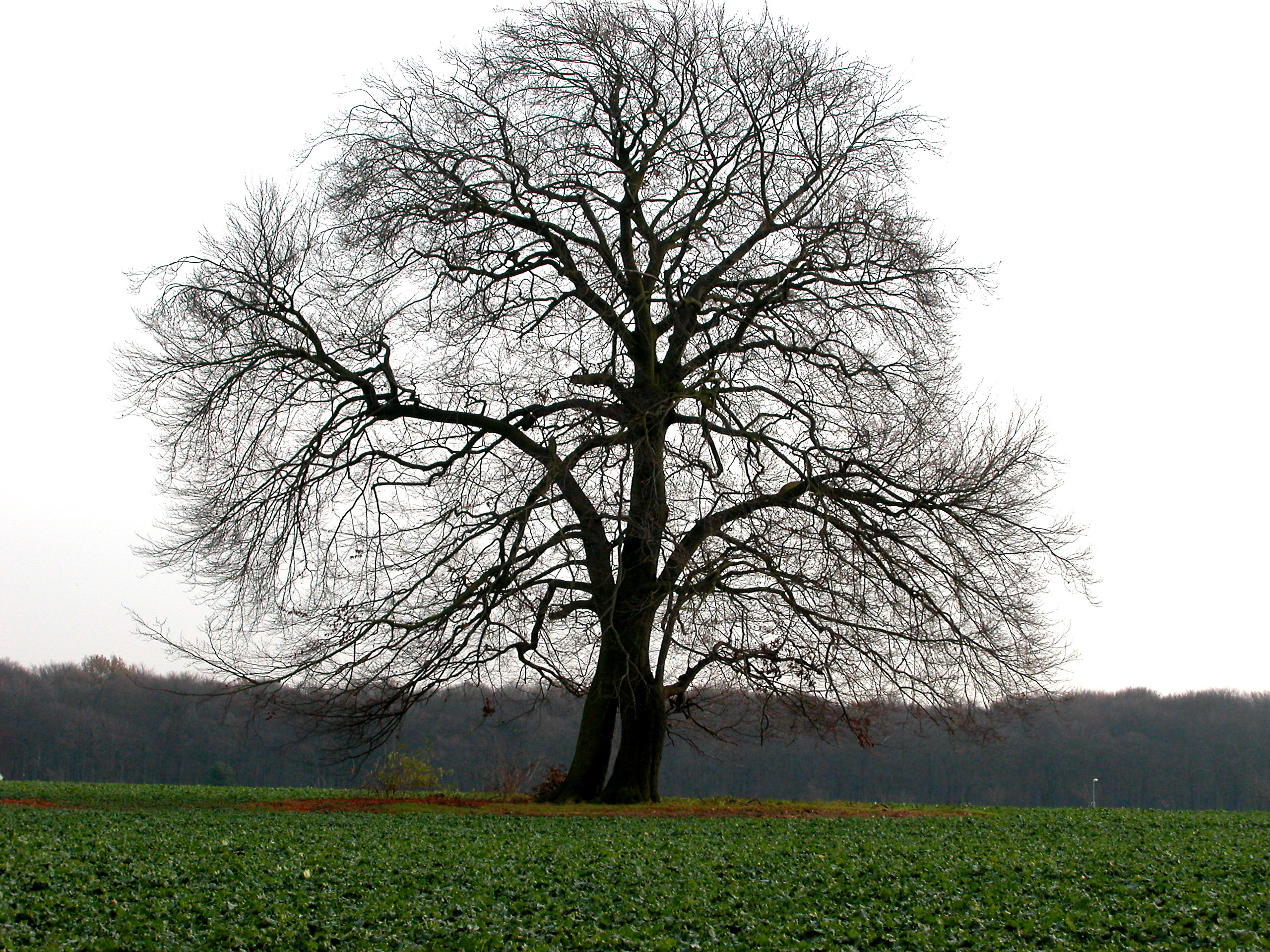
Napoleonsbuche bei Lünen-Gahmen

Die sogenannte Napoleonsbuche (auch Napoleonbuche) ist eine unter Naturschutz stehende Rotbuche (Fagus sylvatica) im Ortsteil Gahmen der Stadt Lünen, deren Besonderheit es ist, dass sie zwei Stämme besitzt, die in drei Metern Höhe zusammengewachsen sind. Sie ist vermutlich in den 1810er Jahren gepflanzt worden, ist 18 m hoch, hat einen Stammumfang von 5,2 m und einen Kronendurchmesser von etwa 14 m. Im Jahr 1935 wurde sie zum Naturdenkmal erklärt. Sie zählt zu den bekanntesten Bäumen im Kreis Unna und darüber hinaus. Die Rotbuche, die noch mindestens bis 1930 von anderen Bäumen und Buschwerk umgeben war, steht frei in der Nähe einer Windkraftanlage. Ein direkter Zugang auf einem Weg ist nicht gegeben; der Baum ist nur über Felder zu erreichen, am besten, wenn diese abgeerntet sind. Durch die Dürre der Sommer 2018–2020 war sie in ihrem Bestand gefährdet, so dass der zuständige Kreis Unna 2019 eigens Bewässerungsmaßnahmen für den Baum veranlasste, die im folgenden Jahr von privater Hand fortgeführt wurden.

## Entstehung
In unmittelbarer Nähe der Buche befand sich ein Teil einer Landwehr, die aus Gräben und einem Wall bestand. Um Feinden das Durchkommen zusätzlich zu erschweren, waren solche Wälle mit Dornensträuchern und Bäumen bepflanzt, deren Äste zu einem undurchdringlichen Dickicht verflochten wurden. Dadurch kam es zu Verwachsungen nahe beieinanderstehender Bäume. Nach der Aufgabe der Landwehren im 19. Jahrhundert entstanden Lücken, und die Bäume sind hoch aufgeschossen. Insofern ist bei der Napoleonsbuche die Extremform eines Baumkusses verwirklicht. Eher unwahrscheinlich ist hingegen, dass in den Jugendjahren des Baumes ein Ast abknickte, den Boden erreichte und neue Wurzeln schlug; die Bruchstelle wäre dann später verwachsen (siehe im untenstehenden Bild die innen spitzwinklig zulaufende Vereinigungsstelle der beiden Stämme, die diese Möglichkeit unwahrscheinlich erscheinen lässt).

## Sage
Der Sage nach soll Napoleon Bonaparte auf seinem Rückweg vom Russlandfeldzug 1812 unter der Buche gerastet haben und dann, nachdem sein Pferd in einem nahegelegenen Teich getrunken habe, zwischen den beiden Stämmen hindurch weiter geritten sein. Dagegen spricht allerdings, dass der Baum, wenn er zu dieser Zeit überhaupt schon existierte, noch sehr klein gewesen sein muss, so dass er Napoleon nicht aufgefallen wäre und ein Hindurchreiten zwischen den weiter oberhalb verbundenen Stämmen unmöglich gewesen wäre. Außerdem ist nichts davon bekannt, dass Napoleon, als er nach der Schlacht an der Beresina im Dezember 1812 von Wilna nach Paris ritt, hier vorbeigekommen wäre.

## Rezeption
Im Jahr 2012 zierte ein Foto der Napoleonsbuche eine englischsprachige Broschüre für Entwicklungspraktiker, die im Auftrag des Bundesministeriums für wirtschaftliche Zusammenarbeit in Kooperation mit dem Zivilen Friedensdienst und dem Deutschen Institut für Menschenrechte erstellt wurde. Der Baum wurde hier als ein Symbol für das Zusammenwachsen des menschlichen Zusammenlebens aus getrennten Hintergründen hin zu einer Gemeinschaft gedeutet.

## Bilder

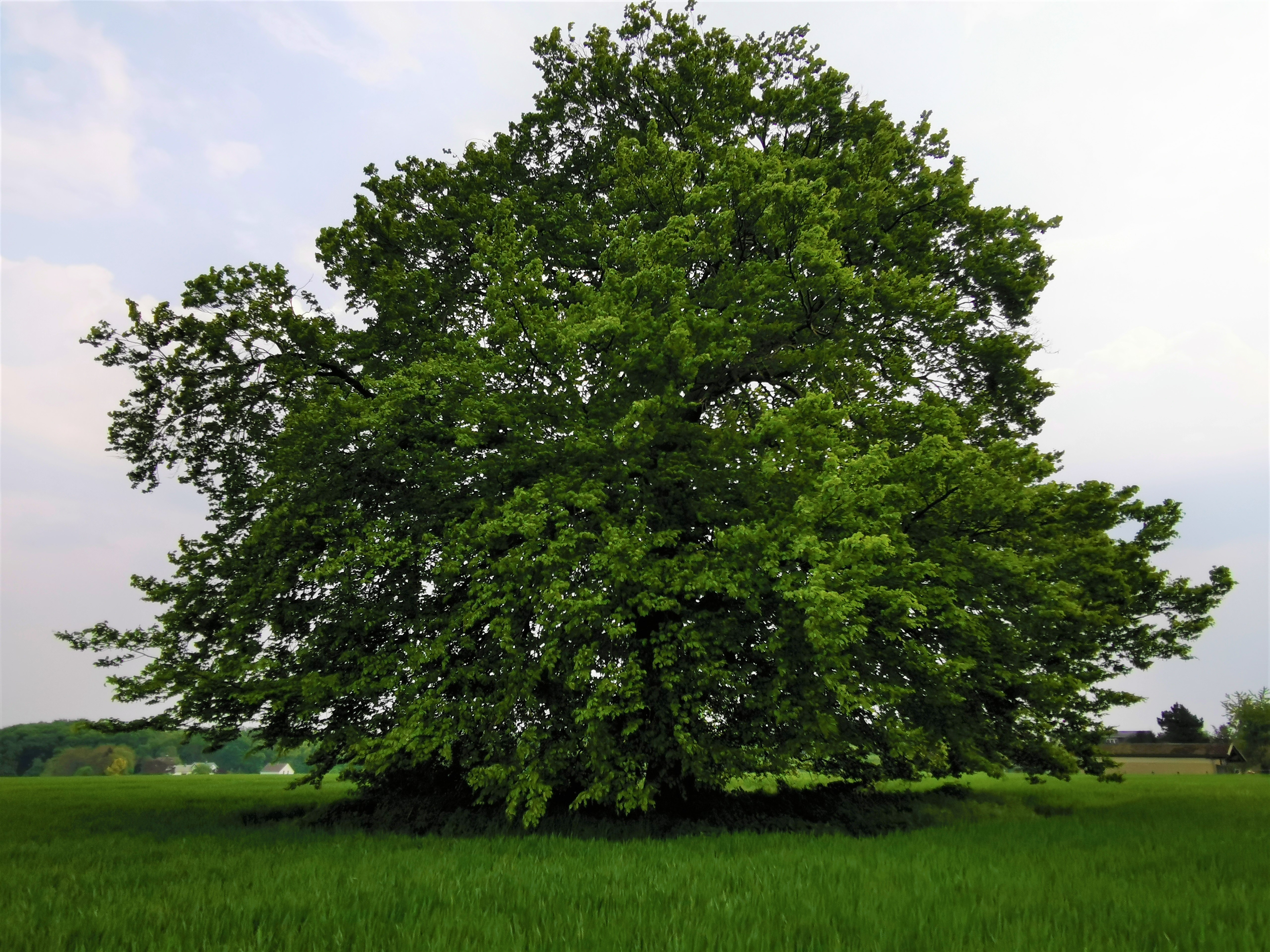
Die Napoleonsbuche im Sommerkleid
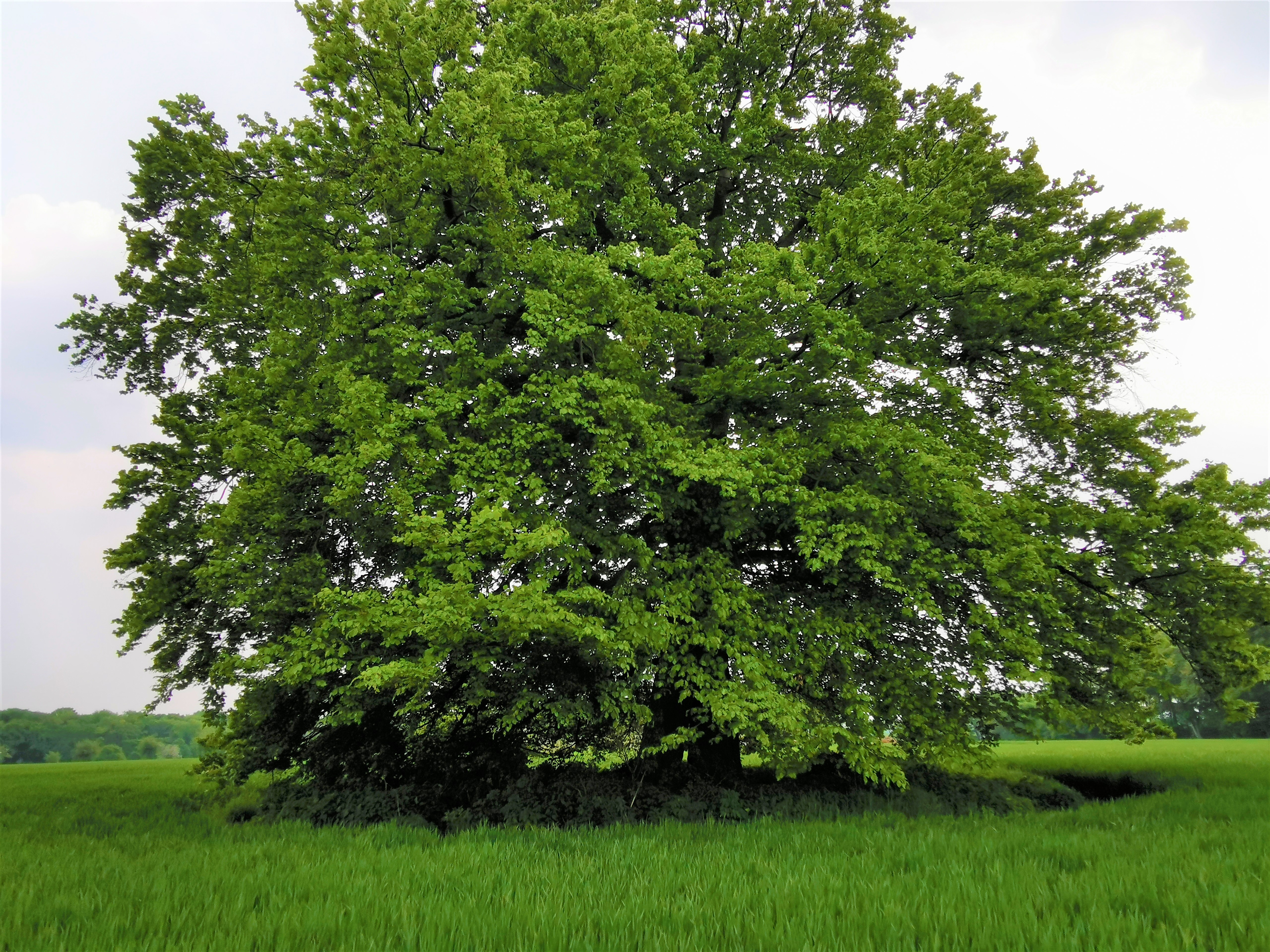
Die belaubte Napoleonsbuche aus einer anderen Perspektive
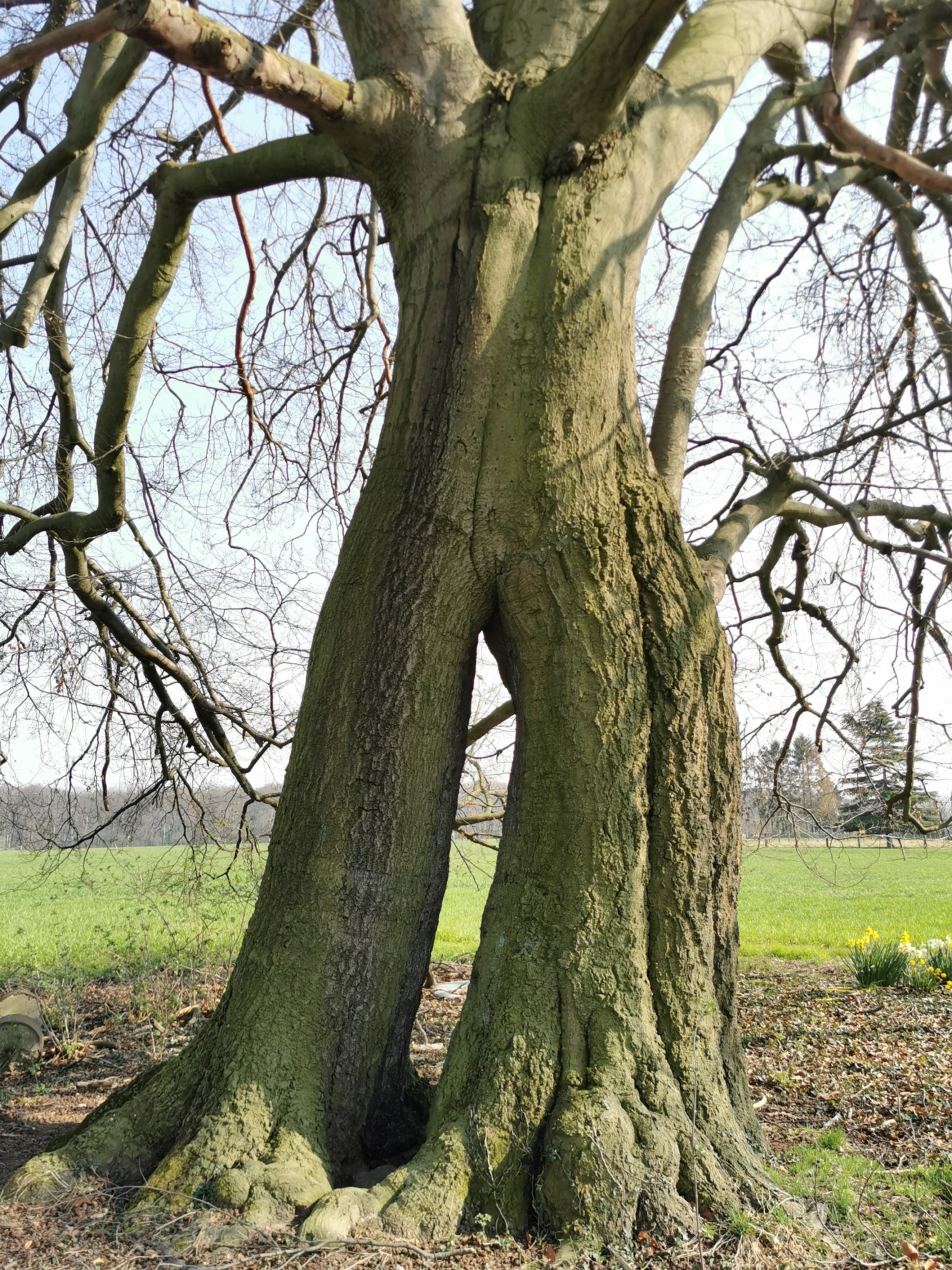
Nahaufnahme der Stämme und ihrer Vereinigung
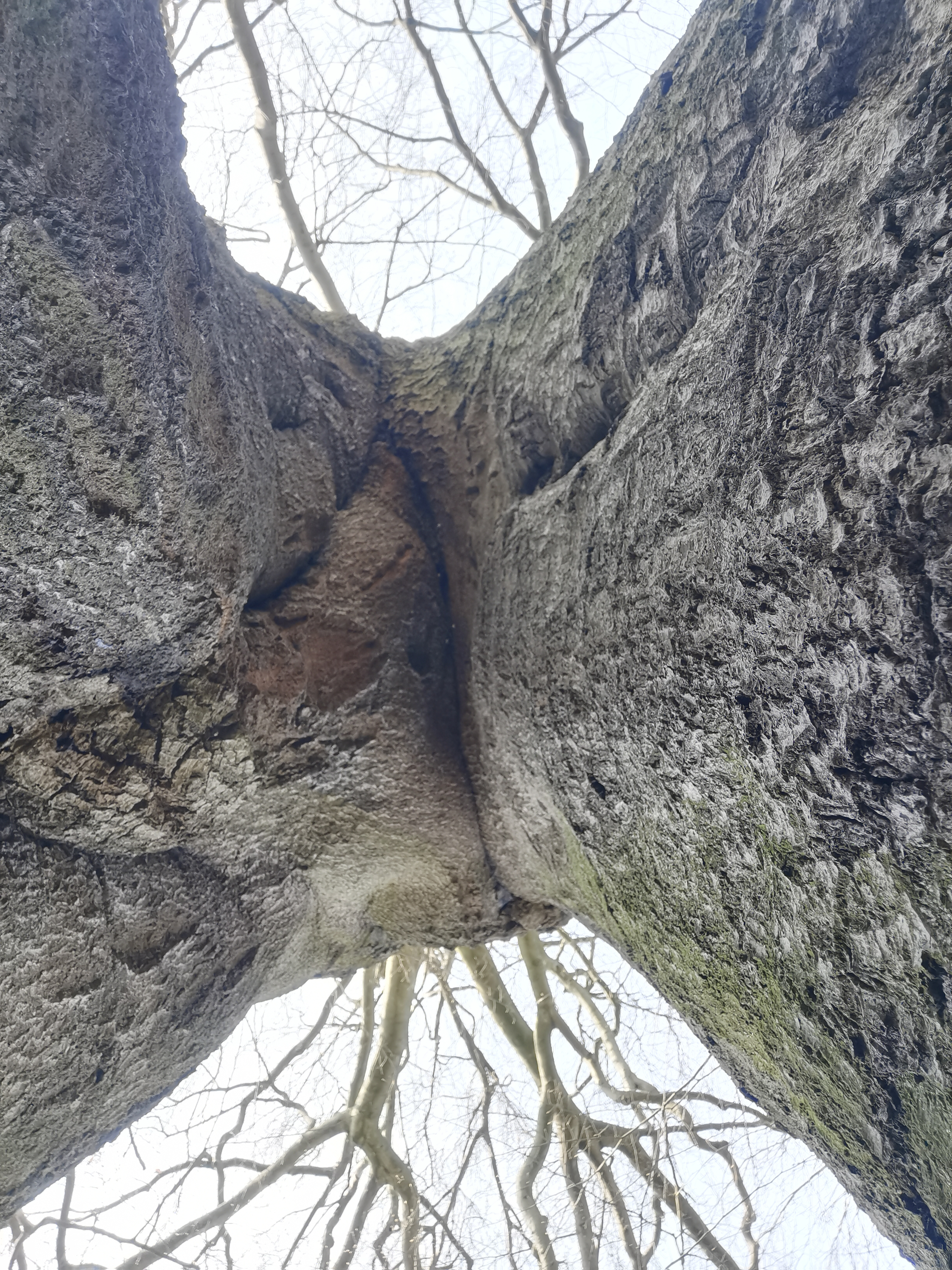
Vereinigung der beiden Stämme, von unten gesehen

## Vergleichbare Bäume: Zwillingsbuchen
Buchen wie die Napoleonsbuche werden auch als Zwillingsbuchen bezeichnet, wobei dieser Begriff allerdings nicht einheitlich verwendet wird:
Zum einen sind solche (unten) doppelstämmigen Bäume gemeint, die sich – ebenso wie die Napoleonsbuche – komplett vereinigen und eine einzige Krone bilden, deren Anteile von außen nicht mehr einem der beiden Stämme zugeordnet werden können. Dies kann insbesondere dann vorkommen, wenn die beiden Stämme im Sinne eines „echten“ Zwiesels dicht nebeneinander aufwachsen. In solchen Fällen bildet sich ein sogenanntes Elfenauge aus. Beispiele hierfür sind die Zwillingsbuchen am Rennstieg in der Nähe der Burg Haineck bei Nazza und bei Sudwalde in der Wildeshauser Geest. In keinem dieser Fälle stehen die Stämme allerdings so weit auseinander wie bei der Napoleonsbuche.
Andererseits werden unter Zwillingsbuchen auch solche Bäume verstanden, bei denen sich „lediglich“ ein Ast (bzw. Stämmling) eines Baumes mit dem Stamm eines anderen  vereinigt, wodurch für den Betrachter der Eindruck zweier gut unterscheidbarer, wenngleich fest miteinander verbundener Bäume entsteht; als Extremform dieser Variante ist der Baumkuss anzusehen. Solche Bäume stehen beispielsweise bei Gonzerath, am Kockelsberg in der Nähe von Trier sowie bei Gurzelen (Schweiz).
Schließlich sind auch „echte“ Buchenzwiesel unter dem Namen Zwillingsbuche bekannt, z. B. im Reinhardswald oder im Ith bei Lauenstein.